# Sant Joan de les Abadesses
Sant Joan de les Abadesses – gmina w Hiszpanii, w prowincji Girona, w Katalonii, o powierzchni 53,19 km². W 2011 roku gmina liczyła 3469 mieszkańców.